# Буржес-Монури, Морис
Морис Жан Мари Буржес-Монури (фр. Maurice Jean Marie Bourgès-Maunoury; 19 августа 1914, Люизан — 10 февраля 1993, Париж) — французский политик-радикал. Министр публичных работ, транспорта и туризма в 1950 и (и. о.) в 1954 годах, министр вооружения в 1952 году, министр финансов в 1953 году, министр торговли и промышленности в 1954 году, министр вооружённых сил в 1955 году, министр внутренних дел в 1955 и в 1957—1958 годах, министр обороны в 1956—1957 годах. С 12 июня до 6 ноября 1957 года — премьер-министр Франции после отставки правительства Ги Молле после Суэцкого кризиса.

## Министерство Буржес-Монури, 13 июня — 6 ноября 1957
- Морис Буржес-Монури — председатель Совета Министров;
- Кристиан Пино — министр иностранных дел;
- Андре Морис — министр обороны;
- Жан Жильбер-Жюль — министр внутренних дел;
- Феликс Гайяр — министр финансов;
- Эдуар Колиньон-Молинье — министр юстиции;
- Рене Бильер — министр образования;
- Андре Дюлен — министр по делам ветеранов и жертв войны;
- Жерар Жаке — министр по делам заграничной Франции;
- Эдуар Боннефуз — министр общественных работ, транспорта и туризма;
- Альбер Газье — министр социальных дел;
- Макс Лежён — министр по делам Сахары;
- Феликс Уфуэ-Буаньи — государственный министр.